# Walter Höhne
Walter Höhne (*  21. April 1894 in Dresden; † 1. Dezember 1972 in Naumburg (Saale)) war ein kommunistischer Widerstandskämpfer und ein Funktionshäftling im KZ Buchenwald. Er hatte die Funktion des Blockältesten von Block 38. Nach Kriegsende wurde er Bürgermeister von Naumburg.

## Leben und politische Verfolgung
Höhne arbeitete als Schlosser und war seit 1920 Mitglied der KPD, zuvor der USPD. Er wurde 1935, zwei Jahre nach der Machtergreifung, verhaftet und vom NS-Staat wegen Vorbereitung zum Hochverrat zu zwei Jahren im Zuchthaus verurteilt. Nach Verbüßung der Haft im Roten Ochsen Halle und dem KZ Lichtenburg erfolgte keine Freilassung. Stattdessen wurde er am 7. August 1937 um 12 Uhr mit der Häftlingsnummer 1289 in das Konzentrationslager Buchenwald gebracht. 
Von den Mithäftlingen dort wurde Höhne wegen seines Gerechtigkeitssinnes und seiner politischen Arbeit gegenüber dem, was die SS-Bewacher von den Blockältesten forderten, im Lager sehr geschätzt. Nach seiner Entlassung aus Buchenwald im April 1945 war er bis 1947 Bürgermeister von Naumburg. Walter Höhne lebte bis zu seinem Tod in Naumburg.

## Würdigungen
Die Kommunale Berufsschule Naumburg-Nebra wurde 1976 nach Höhne benannt.

## Belege
1. ↑  Arbeiten aus der Universitäts- und Landesbibliothek Sachsen-Anhalt Halle an der Saale, Bd. 31, Halle 1996, S. 319.
2. ↑  https://bbs-blk.de/index.php/17-standorte/872-standort-nmb#geschichte

| Personendaten    | Personendaten                                             |
| ---------------- | --------------------------------------------------------- |
| NAME             | Höhne, Walter                                             |
| KURZBESCHREIBUNG | Funktionshäftling und Widerstandskämpfer im KZ Buchenwald |
| GEBURTSDATUM     | 21. April 1894                                            |
| GEBURTSORT       | Dresden                                                   |
| STERBEDATUM      | 1. Dezember 1972                                          |
| STERBEORT        | Naumburg (Saale)                                          |